# Distretto di Yanfeng
Il distretto di Yanfeng (雁峰区S, Yànfēng QūP) è un distretto della Cina, situato nella provincia di Hunan e amministrato dalla prefettura di Hengyang.